# Vladislav Nikiforov
Vladislav Yuryevich Nikiforov (tiếng Nga: Владислав Юрьевич Никифоров; sinh ngày 21 tháng 3 năm 1989) là một cầu thủ bóng đá người Nga. Anh thi đấu cho FC SKA-Khabarovsk. Anh là một cầu thủ đa năng, ban đầu anh chơi ở vị trí tiền vệ phải, nhưng có thể chơi ở vị trí hậu vệ trái hoặc tiền vệ chạy cánh trái.

## Thống kê sự nghiệp
Tính đến 4 tháng 3 năm 2018
| Câu lạc bộ          | Mùa giải             | Giải vô địch                | Giải vô địch | Giải vô địch | Cúp     | Cúp       | Châu lục | Châu lục  | Khác    | Khác      | Tổng cộng | Tổng cộng |
| Câu lạc bộ          | Mùa giải             | Hạng đấu                    | Số trận      | Bàn thắng    | Số trận | Bàn thắng | Số trận  | Bàn thắng | Số trận | Bàn thắng | Số trận   | Bàn thắng |
| ------------------- | -------------------- | --------------------------- | ------------ | ------------ | ------- | --------- | -------- | --------- | ------- | --------- | --------- | --------- |
| SKA-Khabarovsk      | 2006                 | FNL                         | 21           | 3            | 1       | 0         | –        | –         | –       | –         | 22        | 3         |
| SKA-Khabarovsk      | 2007                 | FNL                         | 26           | 1            | 1       | 0         | –        | –         | –       | –         | 27        | 1         |
| Khimki              | 2008                 | Giải bóng đá ngoại hạng Nga | 19           | 0            | 1       | 1         | –        | –         | –       | –         | 20        | 1         |
| Khimki              | 2009                 | Giải bóng đá ngoại hạng Nga | 8            | 0            | 1       | 0         | –        | –         | –       | –         | 9         | 0         |
| Khimki              | Tổng cộng            | Tổng cộng                   | 27           | 0            | 2       | 1         | 0        | 0         | 0       | 0         | 29        | 1         |
| SKA-Khabarovsk      | 2009                 | FNL                         | 11           | 0            | 0       | 0         | –        | –         | –       | –         | 11        | 0         |
| SKA-Khabarovsk      | 2010                 | FNL                         | 30           | 4            | 0       | 0         | –        | –         | –       | –         | 30        | 4         |
| SKA-Khabarovsk      | 2011–12              | FNL                         | 41           | 5            | 1       | 0         | –        | –         | –       | –         | 42        | 5         |
| SKA-Khabarovsk      | 2012–13              | FNL                         | 13           | 0            | 2       | 0         | –        | –         | 2       | 0         | 17        | 0         |
| SKA-Khabarovsk      | 2013–14              | FNL                         | 23           | 4            | 1       | 0         | –        | –         | –       | –         | 24        | 4         |
| SKA-Khabarovsk      | 2014–15              | FNL                         | 27           | 0            | 1       | 0         | –        | –         | –       | –         | 28        | 0         |
| SKA-Khabarovsk      | 2015–16              | FNL                         | 37           | 1            | 2       | 1         | –        | –         | –       | –         | 39        | 2         |
| SKA-Khabarovsk      | 2016–17              | FNL                         | 30           | 3            | 3       | 1         | –        | –         | 2       | 0         | 35        | 4         |
| SKA-Khabarovsk      | 2017–18              | Giải bóng đá ngoại hạng Nga | 16           | 0            | 2       | 0         | –        | –         | –       | –         | 18        | 0         |
| SKA-Khabarovsk      | Tổng cộng (2 spells) | Tổng cộng (2 spells)        | 275          | 21           | 14      | 2         | 0        | 0         | 4       | 0         | 293       | 23        |
| Tổng cộng sự nghiệp | Tổng cộng sự nghiệp  | Tổng cộng sự nghiệp         | 302          | 21           | 16      | 3         | 0        | 0         | 4       | 0         | 322       | 24        |